# گمینا نگمچا
گمینا نگمچا (به لهستانی:  Gmina Niemcza) یک گمینا در لهستان است که در شهرستان جرژونگوف واقع شده‌است. گمینا نگمچا ۷۲٫۰۷ کیلومتر مربع مساحت و ۶٬۰۲۷ نفر جمعیت دارد.